# Chazay-d’Azergues
Chazay-d’Azergues ist eine französische Gemeinde mit 4270 Einwohnern (Stand: 1. Januar 2022) im Département Rhône in der Region Auvergne-Rhône-Alpes. Sie gehört zum Arrondissement Villefranche-sur-Saône und ist Teil des Kantons Anse.

## Geographie
Chazay-d’Azergues liegt im Weinbaugebiet Bourgogne am Fluss Azergues. Umgeben wird Chazay-d’Azergues von den Nachbargemeinden Morancé im Norden, Les Chères im Nordosten, Marcilly-d’Azergues im Osten und Südosten, Civrieux-d’Azergues im Süden, Lozanne im Südwesten sowie Saint-Jean-des-Vignes im Westen.

## Bevölkerungsentwicklung
| Jahr                       | 1962 | 1968 | 1975 | 1982 | 1990 | 1999 | 2006 | 2011 |
| Einwohner                  | 1267 | 1479 | 2054 | 2712 | 3314 | 3903 | 3896 | 3878 |
| Quellen: Cassini und INSEE |      |      |      |      |      |      |      |      |

## Sport
1976 wurden in Chazay-d’Azergues die Cyclocross-Weltmeisterschaften ausgetragen.

## Sehenswürdigkeiten
- Schloss Chazay, Burganlage aus dem 15. Jahrhundert, auf dem Grund des für die Abtei von Ainay gestifteten Konvents aus dem 9. Jahrhundert errichtet, Monument historique seit 1923/1938

## Persönlichkeiten
- Pierre Rebut (1827–1902), Kakteengärtner in Chazay

## Weblinks

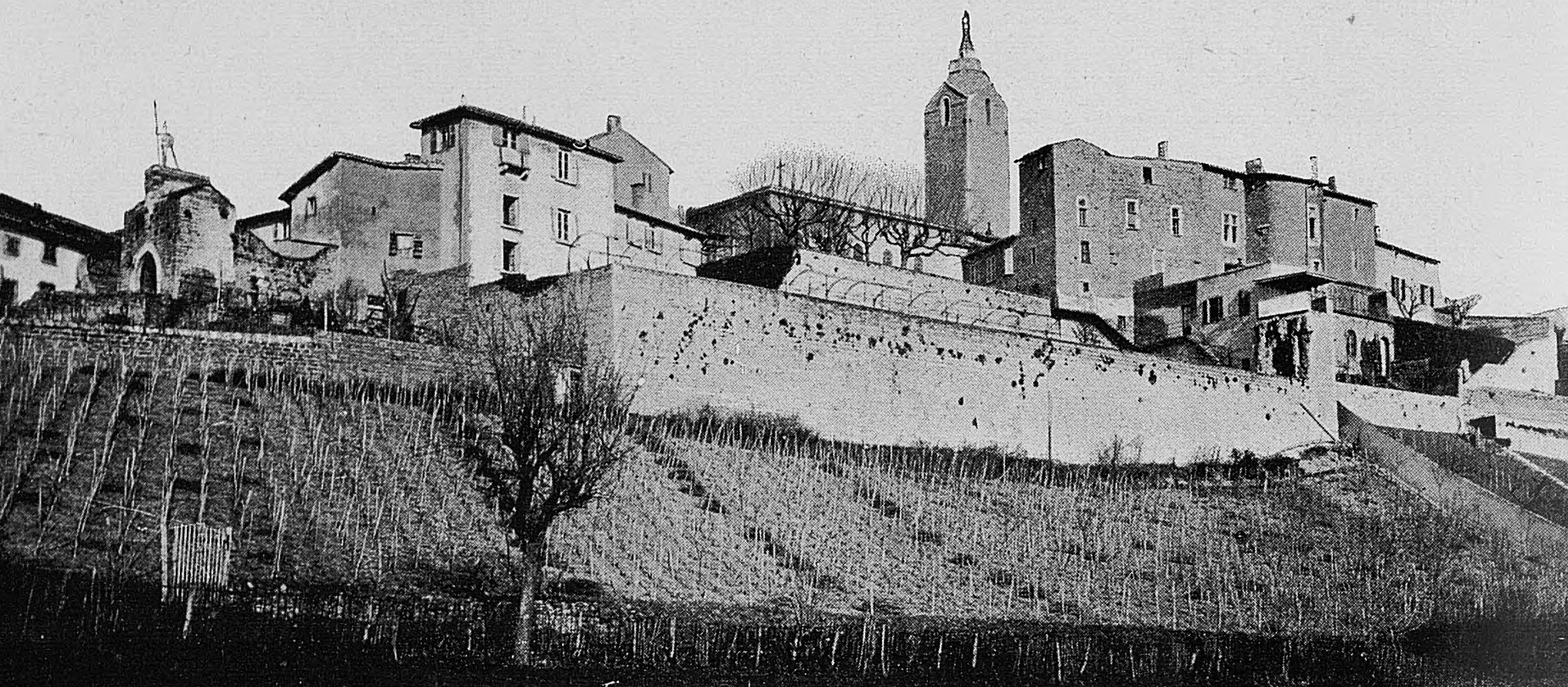
Schloss bzw. Burg Chazay zum Anfang des 20. Jahrhunderts